# آرثر أمير كونوت
صاحب السمو الأمير آرثر  (بالإنجليزية: Prince Arthur of Connaught) (إسمه الكامل :آرثر فريدريك باتريك ألبرت 13 يناير 1883 - 12 سبتمبر 1938) كان ضابط في الجيش البريطاني وحفيد الملكة فيكتوريا حمل لقب أمير بريطاني بالإضافة إلى لقب صاحب السمو الملكي وشغل منصب الحاكم العام لاتحاد جنوب أفريقيا من 20 نوفمبر 1920 حتى 21 يناير 1924.

## عن حياته
ولد الأمير آرثر في 13 يناير 1883، في قلعة وندسور، بيركشاير في إنجلترا وكان ضابط في الجيش البريطاني وحفيد الملكة فيكتوريا حمل لقب أمير بريطاني بالإضافة إلى لقب صاحب السمو الملكي وشغل منصب الحاكم العام لاتحاد جنوب أفريقيا من 20 نوفمبر 1920 حتى 21 يناير 1924.

## وفاته
توفي الأمير آرثر في 12 سبتمبر 1938 في عاصمة المملكة المتحدة لندن عن عمر يناهز 55 سنة.